# Törnrosa
För andra betydelser, se Törnrosa (olika betydelser).

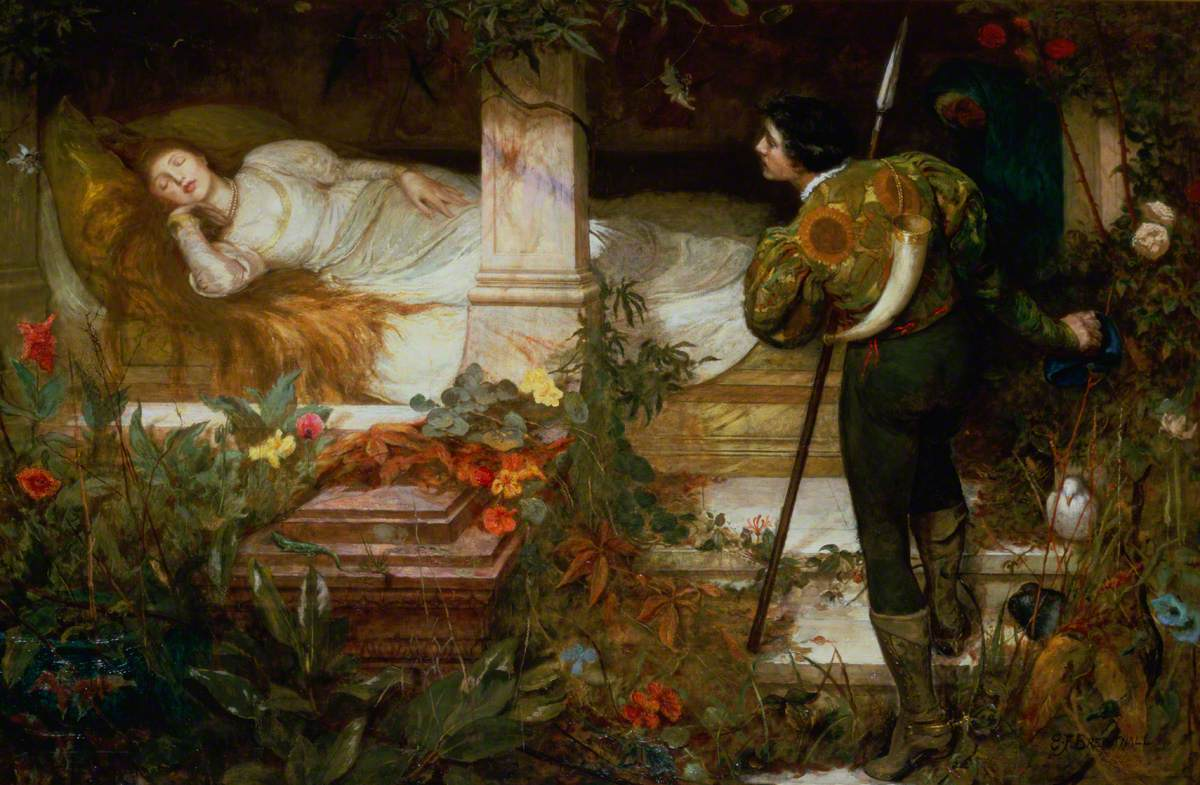
Sleeping Beauty av Edward Frederick Brewtnall.

Törnrosa  (tyska: Dornröschen) eller Prinsessan i den sovande skogen är en på många håll spridd saga om en skön kungadotter. Ämnet för sagan är tidigast känt från en fransk 1300-talsroman och har vidareberättats i bland annat Gåsmors sagor av Charles Perrault och bröderna Grimms sagor. Sagan om Törnrosa ligger till grund för Tjajkovskijs balett Törnrosa och en tecknad film av Walt Disney från 1959.

## Handling
När den lilla prinsessan skall döpas bjuder hennes föräldrar bara tolv av landets feer till dopet, eftersom de bara hade tolv gyllene tallrikar. Men även den trettonde dyker upp och istället för goda önskningar för barnet uttalar hon en förbannelse: när prinsessan fyller 16 år skall hon sticka sig på en slända och dö. Eftersom en av de övriga feerna har kvar en önskning, mildrar hon förbannelsen: prinsessan skall inte dö utan falla i en sömn som ska vara i hundra år. Kungen beordrar att alla sländor i riket skall eldas upp. Men på sin sextonde födelsedag är prinsessan ensam i slottet. Hon vandrar omkring i det och träffar på en gammal kvinna som håller på att spinna. När prinsessan ber att få prova, sticker hon sig i fingret och profetian går i uppfyllelse. Inte bara prinsessan, utan alla i slottet somnar och sover i hundra år. Omedelbart växer en ogenomtränglig törnhäck upp omkring slottet. Efter precis hundra år förvandlas alla törnen till vackra blommor. Först nu kan en ung prins komma fram och väcka Törnrosa ur hennes långa sömn.